# Carrarese Calcio 1908
Carrarese Calcio 1908, zkráceně jen Carrarese je italský fotbalový klub hrající v sezóně 2024/25 ve 2. italské fotbalové lize sídlící ve městě Carrara v regionu Toskánsko.
Klub byl založen v roce 1908 jako Società Polisportiva Carrarese. První soutěžní zápasy odehrál až v roce 1919, to již s novým názvem Unione Sportiva Carrarese. V sezoně 1927/28 klub hrál už druhou ligu.
Po válce si klub zahrál opět na dvě sezony ve druhé lize. To bylo naposled co klub hrál druhou ligu. Pak přišli sezony odehrané ve třetí a ve čtvrté lize.
V sezoně 1988/89 klub trénuje pozdější úspěšný trenér Marcello Lippi. V roce 2010 získává 50% podíl klubu brankář Gianluigi Buffon a v roce 2014 už vlastní 100% klubu. Klub vlastní ještě rok, ale pak se rozhodne klub prodat 70% klubu římskému podnikateli (Raffaele Tartaglia). Ale po několika měsíců se v místnímu tisku objevuje, že je rozhodnut rezignovat, pokud nebudou dodržovány dohody uzavřené s předchozím vlastníkem. Následuje dlouhé vyjednávání a klub je proto v likvidaci.
Dne 11. března 2016 vyhlásil soud úpadek klubu Carrarese Calcio 1908. Během několika následných dražeb nebyla předložena žádná nabídka na nákup klubu a zdálo se, že Klub skončí. Díky starostovy města Carrary (Angelo Zubbani) a podnikateli (Salvo Zangari) je klub zachráněn a hraje ve třetí lize. Po dlouhých 76 letech se přes vítězství v play off v sezoně 2023/24 probojovalo do 2. ligy. 

## Změny názvu klubu
- 1919/20 – 1925/26 – US Carrarese (Unione Sportiva Carrarese)
- 1926/27 – 1930/31 – USF Carrarese (Unione Sportiva Fascista Carrarese)
- 1931/32 – 1981/82 – US Carrarese (Unione Sportiva Carrarese)
- 1982/83 – Carrarese Calcio 1908 (Carrarese Calcio 1908)

## Získané trofeje

### Vyhrané domácí soutěže
- 3. italská liga (1x)

1942/43
- 4. italská liga (5x)

1952/53, 1962/63, 1977/78, 1981/82, 1987/88

## Účast v ligách
| Úroveň soutěže | Název soutěže (nynější název) | První hraná sezona | Poslední hraná sezona | celkem odehraných sezon |
| -------------- | ----------------------------- | ------------------ | --------------------- | ----------------------- |
| 2              | Serie B                       | 1927/28            | 2024/25               | 5                       |
| 3              | Serie C                       | 1926/27            | 2023/24               | 55                      |
| 4              | Serie D                       | 1951/52            | 2010/11               | 32                      |

## Fotbalisti

### Známí hráči v klubu
- Alberico Evani – (1998) reprezentant  medailista z MS 1994 + ME 21 1984
- Massimo Maccarone – (2018–2020) reprezentant  medailista z ME 21 2002
- Libero Marchini – (1931–1933, 1941–1943) reprezentant  medailista z OH 1936
- Achille Piccini – (1928–1933, 1941–1944) reprezentant  medailista z OH 1936
- Paolo Vannucci – (1931–1935) reprezentant  medailista z OH 1936
- Bruno Venturini – (1937–1931) reprezentant  medailista z OH 1936
- Georgi Tunjov – (2021–) reprezentant